# Grimston (Leicestershire)
Grimston is een civil parish in het bestuurlijke gebied Melton, in het Engelse graafschap Leicestershire. In 2001 telde het dorp 289 inwoners. Grimston komt in het Domesday Book (1086) voor als 'Grimestone'. De civil parish telt 20 monumentale panden.